# Богутичі
Богутичі (пол. Bogucice) — село в Польщі, у гміні Тріщани Грубешівського повіту Люблінського воєводства. Населення — 246 осіб (2011).

## Назва
На думку мовознавиці Галини Вишневської, назва села походить від руського імені Богута.

## Історія
1749 року вперше згадується православна церква в селі.
За даними етнографічної експедиції 1869—1870 років під керівництвом Павла Чубинського, у селі проживали греко-католики, які розмовляли українською мовою.
У міжвоєнні 1918—1939 роки польська влада в рамках великої акції руйнування українських храмів на Холмщині і Підляшші знищила місцеву православну церкву.
У 1975—1998 роках село належало до Замойського воєводства.

## Населення
Демографічна структура станом на 31 березня 2011 року:
|          | Загалом | Допрацездатний вік | Працездатний вік | Постпрацездатний вік |
| -------- | ------- | ------------------ | ---------------- | -------------------- |
| Чоловіки | 124     | 17                 | 84               | 23                   |
| Жінки    | 122     | 20                 | 64               | 38                   |
| Разом    | 246     | 37                 | 148              | 61                   |

## Особистості

### Народилися
- Віктор Ревуха (1934—1995) — український філолог, перекладач, письменник, громадський діяч, перший голова Волинського товариства «Холмщина»[6].